# Shannon Rowbury
Shannon Rowbury (ur. 19 września 1984 w San Francisco) – amerykańska lekkoatletka specjalizująca się w biegach na średnich i długich dystansach.

## Osiągnięcia
- 7. miejsce na igrzyskach olimpijskich (bieg na 1500 metrów, Pekin 2008)
- brązowy medal mistrzostw świata (bieg na 1500 metrów, Berlin 2009)
- 3. miejsce w biegu na 3000 metrów podczas zawodów pucharu interkontynentalnego w Splicie (2010)
- brązowy medal na igrzyskach olimpijskich (bieg na 1500 metrów, Londyn 2012) – zawodniczka formalnie została medalistką zawodów po dyskwalifikacji Tatjany Tomaszowej[1]
- 7. miejsce na mistrzostwach świata (bieg na 5000 metrów, Moskwa 2013)
- 2. miejsce w biegu na 1500 metrów podczas zawodów pucharu interkontynentalnego w Marrakeszu (2014)
- 7. miejsce na mistrzostwach świata (bieg na 1500 metrów, Pekin 2015)
- brązowy medal halowych mistrzostw świata (bieg na 3000 metrów, Portland 2016)
- 4. miejsce podczas igrzysk olimpijskich (bieg na 1500 metrów, Rio de Janeiro 2016)
- 9. miejsce na mistrzostwach świata (bieg na 5000 metrów, Londyn 2017)
- wielokrotna mistrzyni USA

## Rekordy życiowe
- bieg na 800 metrów – 1:59,97 (2016)
- bieg na 1500 metrów – 3:56,29 (2015) do 2019 rekord Ameryki Północnej
- bieg na milę – 4:20,34[2] (2008)
- bieg na 3000 metrów – 8:29,93 (2014)
- bieg na 5000 metrów – 14:38,92 (2016) do 2018 rekord Ameryki Północnej
- bieg na 1500 metrów (hala) – 4:04,56+ (2017)
- bieg na 3000 metrów (hala) – 8:41,94 (2017)